# Храм минулого
«Храм минулого» (фр. Le Temple du passé) — науково-фантастичний роман французького письменника Стефана Вуля.

## Сюжет
Складний і багатоплановий сюжет роману побудовано навколо робінзонади земної експедиції, яка зазнала аварії космічного корабля F.1313 на далекій планеті, атмосфера якої насичена хлором. Головний герой (капітан Массір) намагається врятувати себе і своїх 2 товаришів (Раоля і Жольта), що залишилися в живих. Вийшовши в скафандрі у навколишній простір, капітан робить незвичайне і жахливе відкриття: корабель проковтнуто морським чудовиськом, шлунок якого інвазований зміями-сисунами.
Не маючи можливості дочекатися допомоги, мандрівники придумують спосіб визволитися з черева істоти: біохімічним шляхом спричинити еволюцію риби у земноводне і вимусити її вибратися на сушу. Жольт уводить у кровоносну систему монстра розчин радіоактивної сірки для отримання точного зображення структури тварини і готує мутагенний вплив на нього. Під час спазму чудовиська Раоль, погано пристібнувшись до крісла, знаходить свою смерть на борту зорельота.
Мутація закінчилася, тварина тепер має шість коротких ніг і відчуває потребу вдихати повітря на поверхні моря хлору. Через деякий час вона вибирається на берег, але її рухи незграбні і вона невдовзі знову падає в океан. Массір та Жольт, чекаючи на новий незграбний рух чудовиська, вирішують впливати електричними розрядами на нерви лівої половини його тіла — це водночас дозволяє їм підзарядити батареї корабля. Напівпаралізоване чудовисько виходить з калюжі, де знаходило собі притулок, підіймається на узвишшя і там конає. Його тіло поступово розкладається і земляни виявляють, що знаходяться усередині своєрідної «колонади» з кісток.
На пляжі люди знаходять яйця, які народжують ящірок. Жольт переконаний, що ці яйця були покладені чудовиськом, яке поглинуло їх. Мандрівники осягають, що ящірки розвиваються дуже швидко, розумні і телепатично спілкуються. Вони починають допомагати їм вдосконалювати свої властивості і тим самим стають різновидом живих божеств для тисяч болотних ящірок. Втім люди продовжують намагатися полагодити космічний корабель, але під час спроби зльоту гине Жольт.
Массір, залишившись на самоті, переконується у вичерпанні батарей корабля, тому здійснює власну кріогенізацію в штучному кришталевому блоці (ящірки вважають його за храм). Проспавши 10000 років в «місцевому храмі» в стані анабіозу, Массір був знайдений іншою земною експедицією, яка шукала радіоджерело послання. Невдовзі Массір помирає. Лопес, історик-соціолог експедиції, заявляє, що Массір — останній представник цивілізації легендарної Атлантиди.

## Головні персонажі
- Жольт (Jolt) — лікар-стажер на борту корабля F.1313
- Карл (Carl) — командир другої експедиції на планету
- Лопес (Lopez) — історик-соціолог другої експедиції
- Массір (Massir) — командир корабля F.1313
- Раоль (Raol) — квартирмейстер корабля F.1313

## Будова
Роман поділено на 4 розділи, які в свою чергу поділяються на невеличкі глави. Різні частини роману дозволяють автору розділити історію капітана Массіра на періоди, які складають декілька місяців, декілька років чи століть.

## Стиль
Критики підкреслювали, що Стефан Вуль чудово продовжив традиції Жозефа Роні-старшого, Жака Шпіца і Рене Баржавеля. З великою вигадкою, соковито і яскраво описуються пригоди космонавтів, що зазнали аварії на невідомій їм і повній несподіванок планеті.
Роман написано динамічною, суворою, але виразною мовою. Він вигідно відрізняється від багатьох творів на цю тему своїм акцентом на кращих людських якостях, які проявляються в екстремальних умовах, — мужність, сміливість, невгамовний потяг до життя, винахідливість, дотепність і вміння творчо застосувати великі знання для виходу зі здавалося би безнадійних ситуацій.